# ألبرت تيلمان
ألبرت تيلمان (بالإنجليزية: Albert Tillman)‏ هو مصور أمريكي، ولد في 16 يناير 1928 في لوس أنجلوس في الولايات المتحدة، وتوفي في 16 يناير 2004 في سياتل في الولايات المتحدة.